# Rossioglossum
Rossioglossum – rodzaj roślin z rodziny storczykowatych (Orchidaceae). Obejmuje 11 gatunków występujących w Ameryce Środkowej i Południowej w takich krajach jak: Kolumbia, Kostaryka, Ekwador, Salwador, Gwatemala, Honduras, Meksyk, Nikaragua, Panama, Peru, Trynidad i Tobago, Wenezuela.

## Systematyka
Rodzaj sklasyfikowany do podplemienia Oncidiinae w plemieniu Cymbidieae, podrodzina epidendronowe (Epidendroideae), rodzina storczykowate (Orchidaceae), rząd szparagowce (Asparagales) w obrębie roślin jednoliściennych.
Wykaz gatunków
- Rossioglossum ampliatum (Lindl.) M.W.Chase & N.H.Williams
- Rossioglossum beloglossum (Rchb.f.) J.M.H.Shaw
- Rossioglossum grande (Lindl.) Garay & G.C.Kenn.
- Rossioglossum hagsaterianum Soto Arenas
- Rossioglossum insleayi (Baker ex Lindl.) Garay & G.C.Kenn.
- Rossioglossum krameri (Rchb.f.) M.W.Chase & N.H.Williams
- Rossioglossum oerstedii (Rchb.f.) M.W.Chase & N.H.Williams
- Rossioglossum pardoi (Carnevali & G.A.Romero) J.M.H.Shaw
- Rossioglossum schlieperianum (Rchb.f.) Garay & G.C.Kenn.
- Rossioglossum splendens (Rchb.f.) Garay & G.C.Kenn.
- Rossioglossum williamsianum (Rchb.f.) Garay & G.C.Kenn.